# Satyrium ligulatum
Satyrium ligulatum är en orkidéart som beskrevs av John Lindley. Satyrium ligulatum ingår i släktet Satyrium och familjen orkidéer. Inga underarter finns listade i Catalogue of Life.